# MTV Video Music Awards de 2023
O MTV Video Music Awards (VMA) de 2023 foi realizado em 12 de setembro de 2023 no Prudential Center, em Newark, Nova Jérsei, nos Estados Unidos. A premiação foi apresentada por Nicki Minaj, que serviu como mestre de cerimónias, marcando seu segundo ano consecutivo no papel e a primeira vez que apresentou o VMA sozinha.
Esta foi a primeira vez que a cerimônia, televisionado em mais de 150 países, foi realizada em uma terça-feira. Uma nova categoria: “Show do Verão”, foi concedida este ano por meio de votação dos fãs.
A primeira leva de apresentadores foi anunciado em 6 de setembro de 2023. Saweetie apresentou o programa pré-show, de 90 minutos, com os coapresentadores Nessa, Dometi Pongo e Kevan Kenney. Nicki Minaj foi anunciada como apresentadora principal da cerimônia em 8 de setembro de 2023.
Taylor Swift recebeu um total de 11 indicações, vencendo nove prêmios, incluindo o de Vídeo do Ano, sendo, portanto, a maior vencedora e indicada da cerimônia. Shakira recebeu o prêmio especial Michael Jackson Video Vanguard Award, enquanto Diddy recebeu o Ícone Global.
O MTV Video Music Awards de 2023 recebeu 3,92 milhões de telespectadores em todas suas redes, incluindo 865.000 telespectadores na MTV, um salto de 37% em comparação com o ano anterior para a rede principal, e um total comparável de telespectadores da rede de 2022. A edição de 2023 foi o MTV Video Music Awards mais assistido da grade principal a ir ao ar desde 2020. Além disso, foi o VMA com maior audiência em três anos entre o grupo demográfico de 18 a 49 anos, com 1,03 (em comparação com 0,58 em 2020), e entre adultos de 18 a 34 anos, o programa teve sua melhor avaliação desde 2019, um aumento de 118%, para 1,14 pontos de ibope.
Para comemorar o MTV Video Music Awards de 2023, a Meta Fantasy Games lançou o “MTV VMA Fantasy” no Facebook, com quatro rodadas de grupos de perguntas binárias. Começou em 31 de agosto de 2023 e terminou em 12 de setembro de 2023. Além disso, a MTV organizou,pela primeira vez, um evento público gratuito intitulado "VMA Block Party", no Oculus Plaza, em Lower Manhattan, Nova Iorque, EUA, em 9 de setembro de 2023, das 12h. às 16h EDT. A MTV afirmou que o evento será realizado anualmente para as cerimônias futuros. Alexander Stewart, Amaarae, Jenna Raine, e DJ CherishTheLuv foram anunciados como artistas do evento em 8 de setembro de 2023.

## Performances
Os artistas do pré-show e do Extended Play Stage foram anunciados no dia 6 de setembro de 2023. Os artistas da premiação foram anunciados em 22 de agosto, 31 de agosto, 7 de setembro, 8 de setembro, 9 de setembro, e 11 de setembro de 2023.
| Pré-show                                                                                            | Pré-show | Pré-show                                         |
| Artista(s)                                                                                          | Canção | Apresentado por                                  |
| --------------------------------------------------------------------------------------------------- | --- | ------------------------------------------------ |
| NLE Choppa                                                                                          | "Ain't Gonna Answer" "It's Getting Hot" "Hot in Herre" (com Nelly) | Kevan Kenney                                     |
| Sabrina Carpenter                                                                                   | "Feather" "Nonsense" | Kevan Kenney                                     |
| Premiação                                                                                           | |                                                  |
| Artista(s)                                                                                          | Canção | Apresentado por                                  |
| Lil Wayne                                                                                           | "Uproar" "Kat Food" | —                                                |
| Olivia Rodrigo                                                                                      | "Vampire" "Get Him Back!" | —                                                |
| Cardi B Megan Thee Stallion                                                                         | "Bongos" | —                                                |
| Demi Lovato                                                                                         | "Heart Attack" "Sorry Not Sorry" "Cool for the Summer" | —                                                |
| Kaliii                                                                                              | "Area Codes" | A Boogie wit da Hoodie                           |
| Anitta                                                                                              | "Used to Be" "Funk Rave" "Casi Casi" "Grip" | Madelyn Cline                                    |
| Doja Cat                                                                                            | "Attention" "Paint the Town Red" "Demons" | Ice Spice                                        |
| Kaliii                                                                                              | "K Toven" | —                                                |
| Shakira                                                                                             | Medley do Video Vanguard: "She Wolf" "Te felecito" "TQG" "Objection (Tango)" "Ojos así" "Whenever, Wherever" "Hips Don't Lie" "Shakira: Bzrp Music Sessions, Vol. 53" | Wyclef Jean                                      |
| Nicki Minaj                                                                                         | "Last Time I Saw You" "Big Difference" | Billy Porter                                     |
| Karol G                                                                                             | "Oki Doki" "Tá OK" | Emily Ratajkowski                                |
| Reneé Rapp                                                                                          | "Too Well" | Coco Jones                                       |
| Diddy                                                                                               | Medley do Ícone Global: "I'll Be Missing You" (com D'Lila e Jessie) "It's All About the Benjamins" "Bad Boy for Life" (com King Combs) "I Need a Girl (Part Two)" "Gotta Move On" (com Yung Miami) "Last Night" (com Keyshia Cole) "Mo Money Mo Problems" (com King Combs)                                                              | Mary J. Blige                                    |
| Reneé Rapp                                                                                          | "Pretty Girls" | —                                                |
| Peso Pluma                                                                                          | "Lady Gaga" | Shenseea                                         |
| Stray Kids                                                                                          | "S-Class" | Saweetie                                         |
| The Warning                                                                                         | "More" | Anuel AA                                         |
| Metro Boomin Swae Lee Nav Future A Boogie wit da Hoodie                                             | "Superhero (Heroes & Villains)" "Calling" | GloRilla                                         |
| Fall Out Boy                                                                                        | "We Didn't Start the Fire" | Bebe Rexha                                       |
| Tomorrow X Together Anitta                                                                          | "Back for More" | Sabrina Carpenter                                |
| The Warning                                                                                         | "Evolve" | —                                                |
| Måneskin                                                                                            | "Honey (Are U Coming?)" | Chloe x Halle                                    |
| Kelsea Ballerini                                                                                    | "Penthouse" | Reneé Rapp                                       |
| DMC Doug E. Fresh Grandmaster Flash and the Furious Five Lil Wayne LL Cool J Nicki Minaj Slick Rick | Medley de 50 anos do Hip Hop: "The Message" (Grandmaster Flash and the Furious Five) "The Show" (Slick Rick e Doug E. Fresh) "Itty Bitty Piggy" (Nicki Minaj) "Red Ruby da Sleeze" (Nicki Minaj) "A Milli" (Lil Wayne) "I'm Bad" (LL Cool J) "Mama Said Knock You Out" (LL Cool J) "Rock Box" (LL Cool J e DMC) "Walk This Way" (Todos) | Metro Boomin Swae Lee Nav A Boogie wit da Hoodie |

Notas
1. 1 2 3 4 5 6  Ao vivo do palco Extended Play Stage, onde os artistas Push se apresentaram.
2. ↑  Filhas de Diddy.
3. 1 2  Filho de Diddy.

## Vencedores e indicados
A primeira rodada de indicados foi revelada em 8 de agosto de 2023. Os indicados para Álbum do Ano, Canção do Verão, Grupo do Ano e a nova categoria Show do Verão foram revelados em 1 de setembro. Com a adição dessas categorias sociais, as indicações de Taylor Swift aumentaram para 11, seguida por SZA com oito, Blackpink, Doja Cat, Miley Cyrus, Nicki Minaj e Olivia Rodrigo com seis cada, Kim Petras e Sam Smith com cinco cada, e Beyoncé, Diddy, Drake, Ice Spice, Karol G, Metro Boomin, Shakira e Tomorrow X Together com quatro cada. Pela primeira vez desde que a categoria Artista do Ano foi introduzida no VMAs em 2017, todas as indicadas são mulheres: Beyoncé, Doja Cat, Karol G, Minaj, Shakira e Swift. Uma nova categoria, Melhor Vídeo de Afrobeats, também foi introduzida. A votação para Show do Verão decorreu de 3 a 4 de setembro, a de Grupo do Ano de 4 a 7 de setembro e a de Canção do Verão decorreu de 7 a 11 de setembro, enquanto a votação para Álbum do Ano decorreu de 11 de setembro até à data da premiação.
A cerimônia ocorreu em 12 de setembro de 2023; Taylor Swift foi a artista mais premiada da noite, vencendo nove categorias das 11 indicações, incluindo Vídeo do Ano, o maior prêmio do VMAs. Ela se tornou a primeira artista a vencer Vídeo do Ano duas vezes seguidas e ampliou seu recorde de mais vitórias nessa categoria, com um total de quatro–Swift venceu anteriormente com "Bad Blood" (2015), "You Need to Calm Down" (2019) e All Too Well: The Short Film (2022). Shakira recebeu o Michael Jackson Video Vanguard Award, tornando-se a primeira artista sul-americana a receber essa honraria. Diddy recebeu o Ícone Global.

### Prêmios

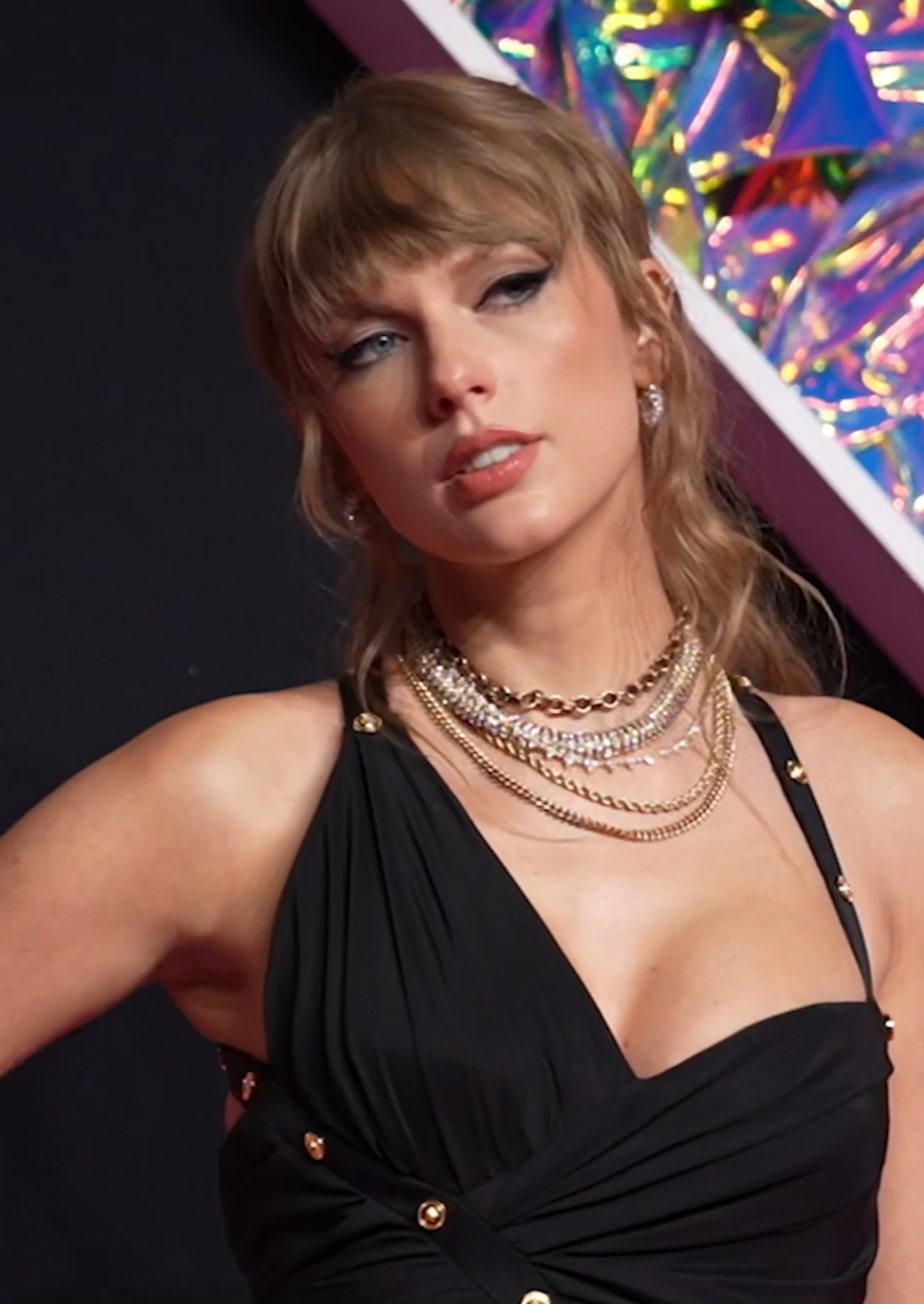
Taylor Swift foi a artista mais premiada da noite, vencendo nove categorias: Vídeo do Ano, Artista do Ano, Canção do Ano, Álbum do Ano, Melhor Vídeo de Pop, Show do Verão, Melhor Direção, Melhor Cinematografia e Melhores Efeitos Visuais

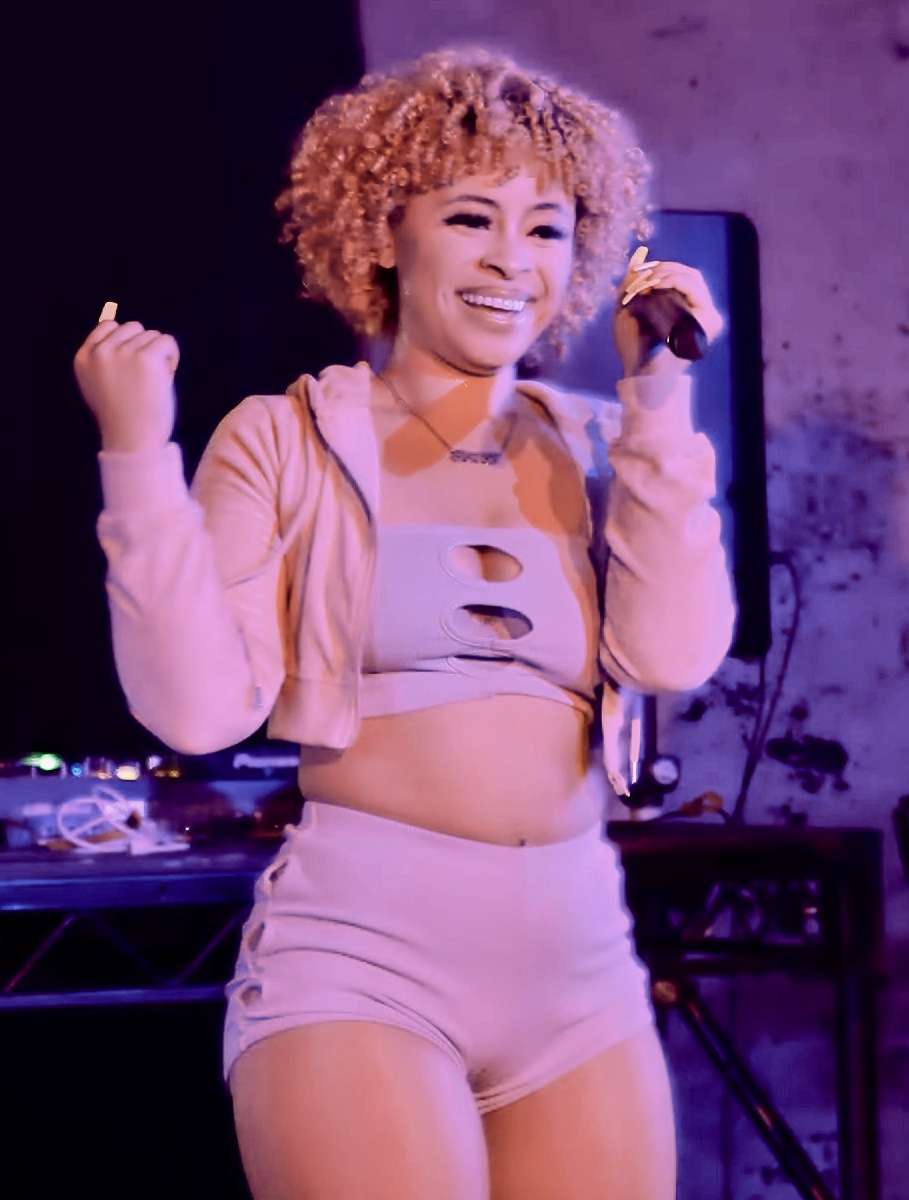
Ice Spice, vencedora de Artista Revelação

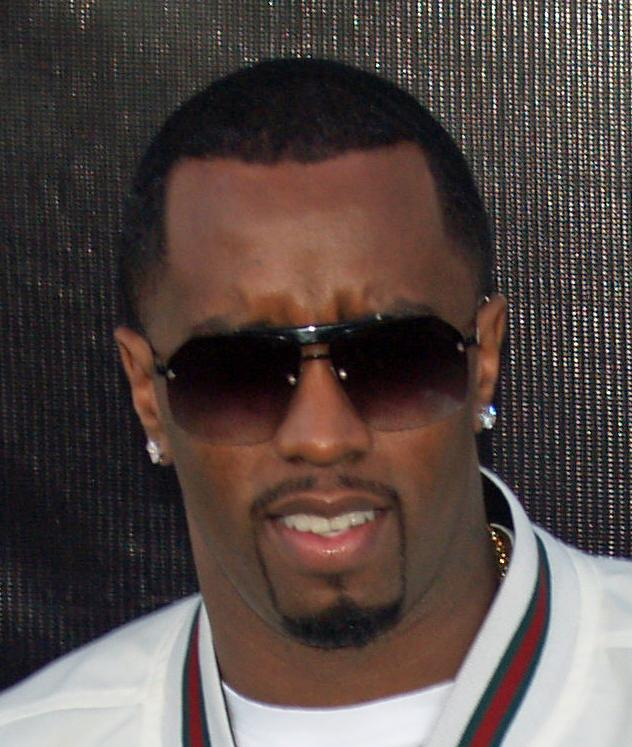
Diddy recebeu o prêmio Ícone Global

Os vencedores são listados primeiro e destacados em negrito.
| Vídeo do Ano (apresentado por LL Cool J) | Artista do Ano |
| --- | --- |
| - Taylor Swift – "Anti-Hero" - Miley Cyrus – "Flowers" - Sam Smith e Kim Petras – "Unholy" - Olivia Rodrigo – "Vampire" - SZA – "Kill Bill" - Doja Cat – "Attention" - Nicki Minaj – "Super Freaky Girl" | - Taylor Swift - Beyoncé - Doja Cat - Karol G - Nicki Minaj - Shakira |
| Canção do Ano (apresentado por Nelly Furtado e Timbaland) | Álbum do Ano |
| - Taylor Swift – "Anti-Hero" - Sam Smith e Kim Petras – "Unholy" - Rema e Selena Gomez – "Calm Down" - Olivia Rodrigo – "Vampire" - Steve Lacy – "Bad Habit" - SZA – "Kill Bill" - Miley Cyrus – "Flowers" | - Taylor Swift – Midnights - Beyoncé – Renaissance - Drake e 21 Savage – Her Loss - Metro Boomin – Heroes & Villains - Miley Cyrus – Endless Summer Vacation - SZA – SOS |
| Artista Revelação (apresentado por Dove Cameron) | Performance Push do Ano (apresentado por Kevan Kenney durante o pré-show) |
| - Ice Spice - Reneé Rapp - Peso Pluma - GloRilla - Kaliii - PinkPantheress | - Tomorrow X Together – "Sugar Rush Ride" - Saucy Santana – "Booty" - Stephen Sanchez – "Until I Found You" - Jvke – "Golden Hour" - Flo Milli – "Conceited" - Reneé Rapp – "Colorado" - Sam Ryder – "All the Way Over" - Armani White – "Goated" - Fletcher – "Becky's So Hot" - Ice Spice – "Princess Diana" - Flo – "Losing You" - Lauren Spencer-Smith – "That Part" |
| Melhor Colaboração (apresentado por Rita Ora) | Melhor Vídeo de Pop (apresentado por NSYNC) |
| - Karol G e Shakira – "TQG" - David Guetta e Bebe Rexha – "I'm Good (Blue)" - Metro Boomin com part. de The Weeknd, 21 Savage e Diddy – "Creepin'" (Remix) - Post Malone e Doja Cat – "I Like You (A Happier Song)" - Diddy com part. de Bryson Tiller, Ashanti e Yung Miami – "Gotta Move On" (Queens Remix) - Rema e Selena Gomez – "Calm Down"                                                  | - Taylor Swift – "Anti-Hero" - Miley Cyrus – "Flowers" - Ed Sheeran – "Eyes Closed" - Pink – "Trustfall" - Demi Lovato – "Swine" - Olivia Rodrigo – "Vampire" - Dua Lipa – "Dance the Night" |
| Melhor Vídeo de Hip Hop (apresentado por Jared Leto e Shannon Leto) | Melhor Vídeo de R&B (apresentado por Ashanti e French Montana) |
| - Nicki Minaj – "Super Freaky Girl" - Lil Uzi Vert – "Just Wanna Rock" - Diddy com part. de Bryson Tiller, Ashanti e Yung Miami – "Gotta Move On" (Queens Remix) - Lil Wayne com part. de Swizz Beatz e DMX – "Kant Nobody" - DJ Khaled com part. de Drake e Lil Baby – "Staying Alive" - GloRilla e Cardi B – "Tomorrow 2" - Metro Boomin com part. de Future – "Superhero (Heroes and Villains)" | - SZA – "Shirt" - Alicia Keys com part. de Lucky Daye – "Stay" - Metro Boomin com part. de The Weeknd, 21 Savage, Diddy – "Creepin'" (Remix) - Toosii – "Favorite Song" - Chlöe com part. de Chris Brown – "How Does It Feel" - Yung Bleu & Nicki Minaj – "Love in the Way" |
| Melhor Vídeo de Música Alternativa | Melhor Vídeo de Rock |
| - Lana Del Rey com part. de Jon Batiste – "Candy Necklace" - Blink-182 – "Edging" - Boygenius – "The Film" - Fall Out Boy – "Hold Me Like a Grudge" - Paramore – "This Is Why" - Thirty Seconds to Mars – "Stuck" | - Måneskin – "The Loneliest" - Foo Fighters – "The Teacher" - Linkin Park – "Lost" (original) - Red Hot Chili Peppers – "Tippa My Tongue" - Metallica – "Lux Æterna" - Muse – "You Make Me Feel Like It's Halloween" |
| Melhor Vídeo Latino (apresentado por Fat Joe e Thalía) | Melhor Vídeo de K-Pop (apresentado por Dixie D'Amelio e Charli D'Amelio) |
| - Anitta – "Funk Rave" - Rosalía – "Despechá" - Bad Bunny – "Where She Goes" - Karol G e Shakira – "TQG" - Eslabon Armado e Peso Pluma – "Ella Baila Sola" - Shakira – "Acróstico" - Grupo Frontera e Bad Bunny – "Un x100to" | - Stray Kids – "S-Class" - Blackpink – "Pink Venom" - Aespa – "Girls" - Seventeen – "Super" - Fifty Fifty – "Cupid" - Tomorrow X Together – "Sugar Rush Ride" |
| Melhor Vídeo de Afrobeats (apresentado por Tiffany Haddish) | Vídeo pelo Bem (apresentado por Dometi Pongo e Saweetie durante o pré-show) |
| - Rema e Selena Gomez – "Calm Down" - Davido com part. de Musa Keys – "Unavailable" - Ayra Starr – "Rush" - Burna Boy – "It's Plenty" - Libianca – "People" - Fireboy DML e Asake – "Bandana" - Wizkid com part. de Ayra Starr – "2 Sugar" | - Dove Cameron – "Breakfast" - Alicia Keys – "If I Ain't Got You (Orchestral)" - Bad Bunny – "El Apagón - Aquí Vive Gente" - Demi Lovato – "Swine" - Imagine Dragons – "Crushed" - Maluma – "La Reina" |
| Grupo do Ano | Canção do Verão |
| - Blackpink - Fifty Fifty - Flo - Jonas Brothers - Måneskin - NewJeans - Seventeen - Tomorrow X Together | - Jungkook (com part. de Latto) – "Seven" - Beyoncé – "Cuff It" - Billie Eilish – "What Was I Made For?" (from the motion picture Barbie) - Doja Cat – "Paint the Town Red" - Doechii (com part. de Kodak Black) – "What It Is (Block Boy)" - Dua Lipa – "Dance the Night" (from the motion picture Barbie) - Fifty Fifty – "Cupid" - Gunna – "Fukumean" - Nicki Minaj e Ice Spice com Aqua – "Barbie World" (from the motion picture Barbie) - Olivia Rodrigo – "Vampire" - SZA – "Kill Bill" - Taylor Swift (com part. de Ice Spice) – "Karma" - Tomorrow X Together e Jonas Brothers – "Do It Like That" - Luke Combs – "Fast Car" - Troye Sivan – "Rush" - Yng Lvcas e Peso Pluma – "La Bebe" (remix) |
| Show do Verão | Melhor Direção (apresentado por Nicki Minaj) |
| - Taylor Swift - Beyoncé - Blackpink - Drake - Ed Sheeran - Karol G | - Taylor Swift – "Anti-Hero" (Dir.: Taylor Swift) - Megan Thee Stallion – "Her" (Dir.: Colin Tilley) - Drake – "Falling Back" (Dir.: Director X) - Kendrick Lamar – "Count Me Out" (Dir.: Dave Free e Kendrick La.ar) - Doja Cat – "Attention" (Dir.: Tanu Muiño) - Sam Smith e Kim Petras – "Unholy" (Dir.: Floria Sigismondi) - SZA – "Kill Bill" (Dir.: Christian Breslauer} |
| Melhor Cinematografia | Melhores Efeitos Visuais |
| - Taylor Swift – "Anti-Hero" - Adele – "I Drink Wine" - Ed Sheeran – "Eyes Closed" - Janelle Monáe – "Lipstick Lover" - Kendrick Lamar – "Count Me Out" - Miley Cyrus – "Flowers" - Olivia Rodrigo – "Vampire" | - Taylor Swift – "Anti-Hero" - Fall Out Boy – "Love From the Other Side" - Harry Styles – "Music for a Sushi Restaurant" - Melanie Martinez – "Void" - Nicki Minaj – "Super Freaky Girl" - Sam Smith e Kim Petras – "Unholy" |
| Melhor Coreografia | Melhor Direção de Arte |
| - Blackpink – "Pink Venom" - Dua Lipa – "Dance the Night" - Jonas Brothers – "Waffle House" - Megan Thee Stallion – "Her" - Panic! at the Disco – "Middle of a Breakup" - Sam Smith e Kim Petras – "Unholy" | - Doja Cat – "Attention" - Boygenius – "The Film" - Blackpink – "Pink Venom" - Lana Del Rey com part. de Jon Batiste – "Candy Necklace" - Megan Thee Stallion – "Her" - SZA – "Shirt" |
| Melhor Edição | Prêmio Ícone Global (apresentado por Mary J. Blige) |
| - Olivia Rodrigo – "Vampire" - Blackpink – "Pink Venom" - Kendrick Lamar – "Rich Spirit" - Miley Cyrus – "River" - SZA – "Kill Bill" - Taylor Swift – "Anti-Hero" | Diddy |
| Prêmio Michael Jackson Video Vanguard Award (apresentado por Wyclef Jean) | |
| Shakira | |